# مدار ۷۳ درجه جنوبی
مدار ۷۳ درجه جنوبی، دایره‌ای از عرض جغرافیایی است که در ۷۳ درجهٔ جنوبی خط استوا  قرار دارد.

## گذر از مناطق
از نصف‌النهار مبدأ شروع می‌شود و به سمت مشرق ۷۳ درجه جنوبی از موارد زیر گذر می‌کند:
| مختصات‌ها                                             | کشور، قلمرو یا دریا | توضیحات |
| ---------------------------------------------------- | ------------------- | --- |
| ۷۳°۰′ جنوبی ۰°۰′ شرقی / ۷۳٫۰۰۰°جنوبی ۰٫۰۰۰°شرقی      | جنوبگان             | سرزمین شهبانو ماود, claimed by نروژ · قلمرو جنوبگان استرالیا, claimed by استرالیا · سرزمین ادلی, claimed by فرانسه · قلمرو جنوبگان استرالیا, claimed by استرالیا · Ross Dependency, claimed by نیوزیلند |
| ۷۳°۰′ جنوبی ۱۶۹°۳۷′ شرقی / ۷۳٫۰۰۰°جنوبی ۱۶۹٫۶۱۷°شرقی | اقیانوس منجمد جنوبی | دریای راس |
| ۷۳°۰′ جنوبی ۱۰۳°۲۶′ غربی / ۷۳٫۰۰۰°جنوبی ۱۰۳٫۴۳۳°غربی | جنوبگان             | Unclaimed territory · Antártica Chilena, claimed by شیلی |
| ۷۳°۰′ جنوبی ۸۵°۴۶′ غربی / ۷۳٫۰۰۰°جنوبی ۸۵٫۷۶۷°غربی   | اقیانوس منجمد جنوبی | دریای بلینگسهاوزن |
| ۷۳°۰′ جنوبی ۷۹°۳′ غربی / ۷۳٫۰۰۰°جنوبی ۷۹٫۰۵۰°غربی    | جنوبگان             | Claimed by شیلی and بریتانیا (overlapping claims) |
| ۷۳°۰′ جنوبی ۷۴°۱۷′ غربی / ۷۳٫۰۰۰°جنوبی ۷۴٫۲۸۳°غربی   | اقیانوس منجمد جنوبی | |
| ۷۳°۰′ جنوبی ۷۳°۷′ غربی / ۷۳٫۰۰۰°جنوبی ۷۳٫۱۱۷°غربی    | جنوبگان             | شبه‌جزیره جنوبگانی - claimed by آرژانتین, شیلی and بریتانیا (overlapping claims) |
| ۷۳°۰′ جنوبی ۵۹°۴۸′ غربی / ۷۳٫۰۰۰°جنوبی ۵۹٫۸۰۰°غربی   | اقیانوس منجمد جنوبی | دریای ودل |
| ۷۳°۰′ جنوبی ۱۹°۲۱′ غربی / ۷۳٫۰۰۰°جنوبی ۱۹٫۳۵۰°غربی   | جنوبگان             | سرزمین شهبانو ماود, claimed by نروژ |